# Chikkagangavadi, Mandya
Chikkagangavadi là một làng thuộc tehsil Mandya, huyện Mandya, bang Karnataka, Ấn Độ.